# Micrixys
Micrixys is een geslacht van kevers uit de familie van de loopkevers (Carabidae). De wetenschappelijke naam van het geslacht is voor het eerst geldig gepubliceerd in 1854 door LeConte.

## Soorten
Het geslacht Micrixys omvat de volgende soorten:
- Micrixys distincta (Haldeman, 1852)
- Micrixys mexicana VanDyke, 1927